# Santa Maria de Bulaternera
Santa Maria de Bulaternera fou l'església parroquial del poble rossellonès de Bulaternera, a la comuna del mateix nom, de la comarca del Rosselló, a la Catalunya del Nord.
En queden restes actualment a l'interior de la rectoria, al bell mig de la cellera de la qual sorgí el poble, en el seu nucli vell. Aquesta antiga església és perpendicular a la part meridional de l'actual església parroquial, pel seu cotat oriental.

## Història
Classificada com a monument històric, pot ser fins i tot anterior al segle xi. Inicialment dedicada a Santa Maria, el 1145 ja consta amb l'advocació de Sant Sulpici, advocació més tard traslladada al nou temple parroquial. Engrandida i refeta el segle xiii, hi fou afegida una torre, de manera que esdevingué torre de l'homenatge del recinte fortificat de Bulaternera i després passà a ser el campanar del nou temple parroquial. Tenia en el seu entorn el cementiri del poble, en bona part ocupat posteriorment per l'església nova. S'hi conserva un baptisteri romànic del segle xii i una creu gòtica del XV.

## Característiques

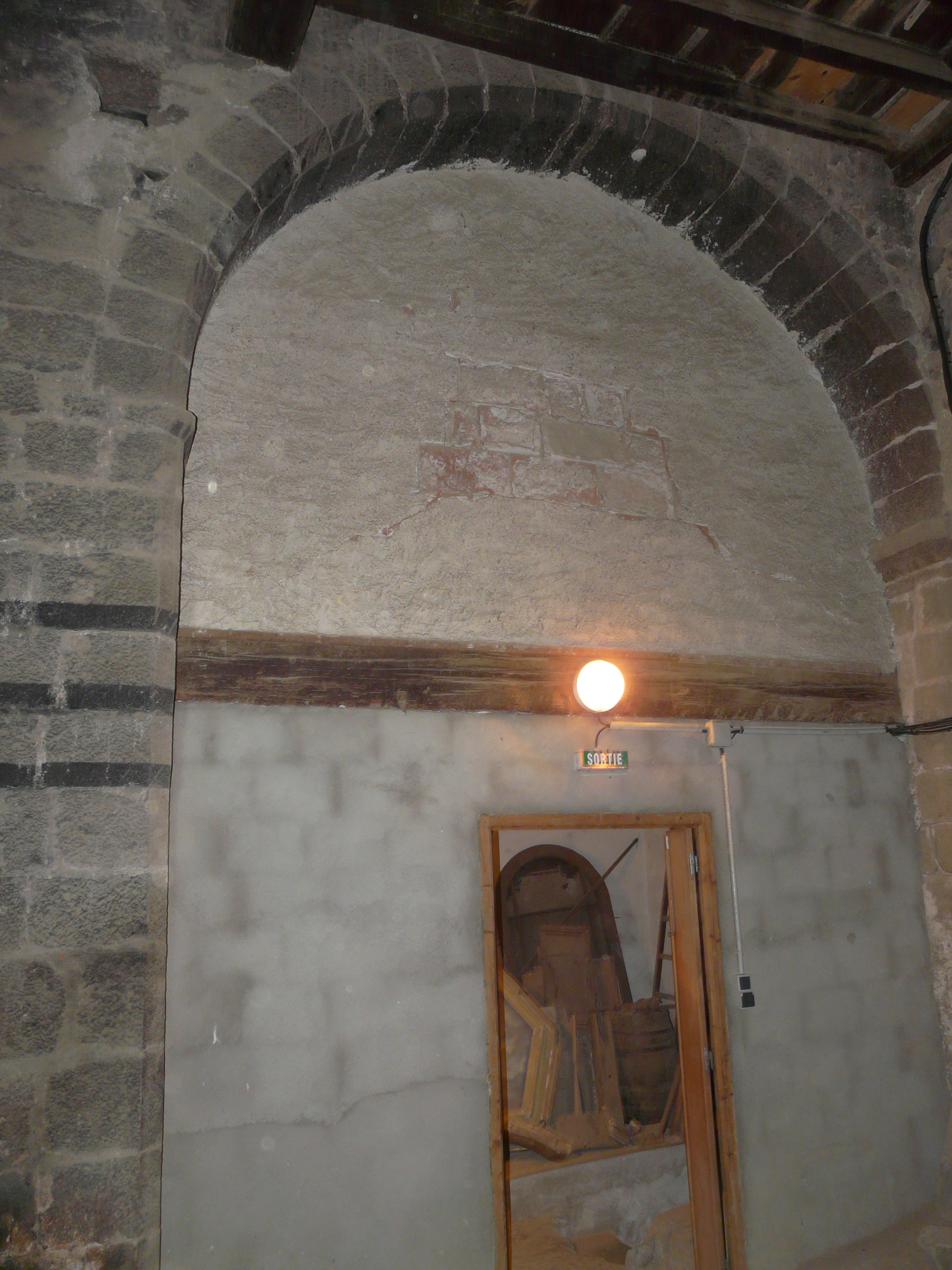
Arc de la nau central

L'antiga església de Santa Maria fou molt trinxada en ésser convertida en rectoria del poble, funció que encara fa avui dia, almenys eventualment a l'estiu, ja que l'actual rector resideix regularment a Illa. S'hi conserva quasi sencera la façana meridional, amb la porta d'un romànic tardà, mentre que de la resta del temple tan sols es conserven elements fragmentaris, entre les parets de la rectoria i entre aquesta i el campanar.

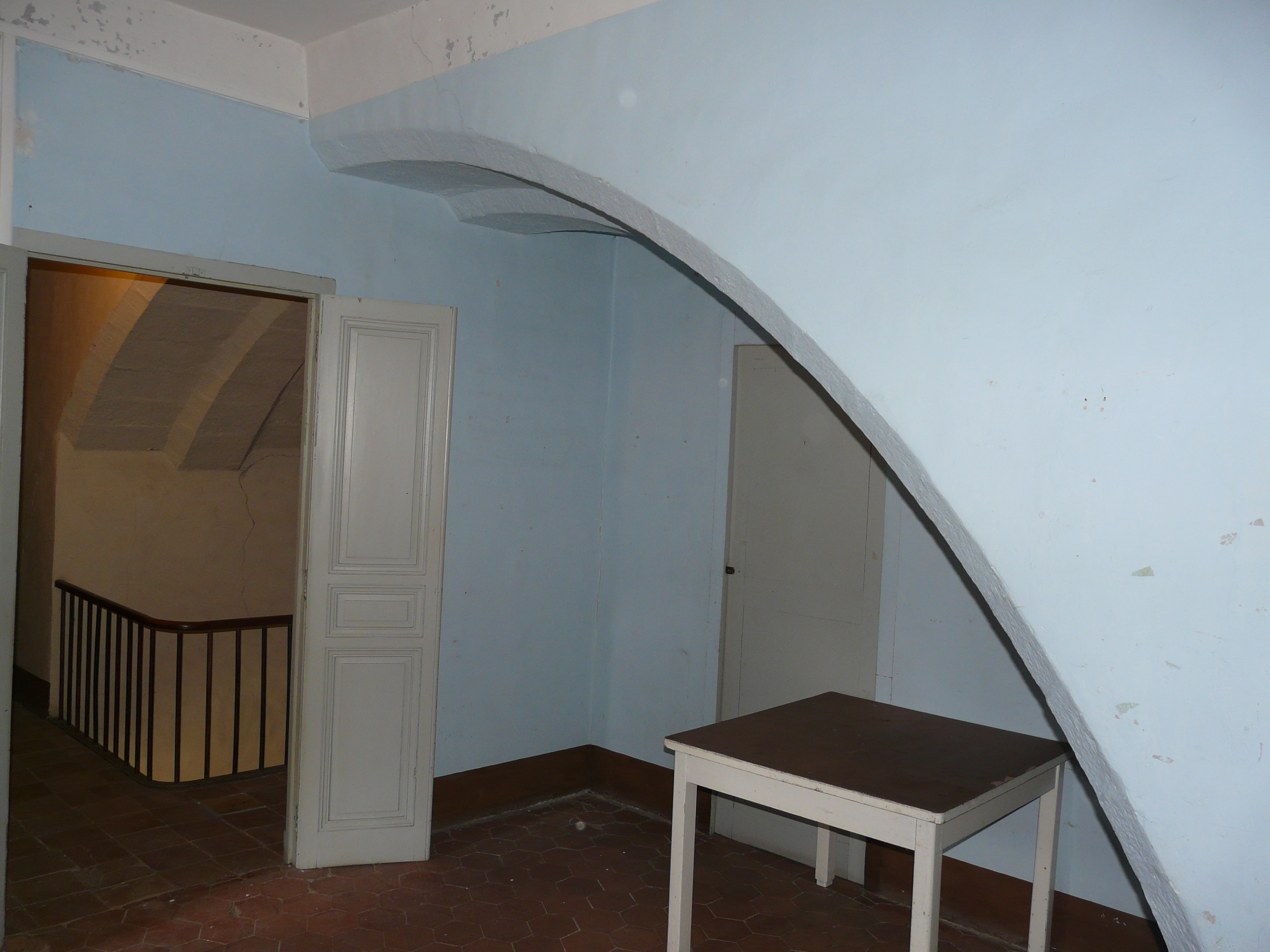
Arcs entre la nau central i el col·lateral sud

Tenia tres naus, la meridional de les quals acollí la rectoria esmentada, que també ocupà una part de la nau principal, mentre que la central i la septentrional tenia damunt seu, al costat occidental, el campanar, avui dia conservat. A l'espai actualment existent entre la rectoria i el campanar es conserva part de la volta de la nau principal, de forma apuntada. La volta fou foradada per tal d'obrir-hi un accés al campanar i un pas per als pesos del rellotge. A l'interior de la rectoria, en part dins d'uns armaris, es conserven dues grans arcades, que comunicaven la nau central amb el col·lateral sud, en el lloc que ocupa l'actual sagristia. S'hi conserva també una part de la tribuna, amb bigues esculpides.
La façana meridional conserva la porta original de l'església. És feta de marbre, coronada amb un arc apuntat. Conserva alguns elements de la ferramenta original. La porta es pot datar al segle xiii o XIV.